# 7 Extra
7 Extra (parfois typographié 7 EXTRA, voire 7 extra) est un magazine hebdomadaire belge pour la jeunesse, paru de 1990 à 2006. En 2006, le magazine change de nom et devient GimiK jusqu'à sa disparition en 2009.